# Treubia lacunosa
Treubia lacunosa là một loài rêu trong họ Treubiaceae. Loài này được (Colenso) Prosk. mô tả khoa học đầu tiên năm 1955.